# Janusz Kusociński
Janusz Kusociński   (Varsòvia, 15 de gener de 1907 - Palmiry, 21 de juny de 1940) va ser un atleta polonès, especialista en curses de fons, que va competir durant les dècades de 1920 i 1930.
El 1932 va prendre als Jocs Olímpics d'Estiu de Berlín, on guanyà la medalla d'or en la cursa dels 10.000 metres del programa d'atletisme.
En el seu palmarès també destaquen una medalla de plata al Campionat d'Europa d'atletisme de 1934 i deu campionats nacionals, dos dels 1.500 metres, tres dels 5.000, un dels 10.000, un dels 800 i tres de cross. Poc abans dels Jocs de 1932 aconseguí el rècord del món dels 3.000 metres i de les 4 milles.
Es retirà a la fi de la temporada de 1934, però el 1939 tornà momentàniament a la competició. Amb l'ocupació de Polònia per l'Alemanya nazi Kusociński es va presentar voluntari a l'exèrcit polonès, sent ferit dues vegades. Treballà com a cambrer, però en realitat era membre de la resistència polonesa. Fou arrestat per la Gestapo el 26 de març de 1940 durant l'AB-Aktion i fou empresonat a la presó de Mokotów. Fou executat tres mesos després a Palmiry, prop de Varsòvia.

## Millors marques
- 1.500 metres. 3'54.0" (1932)
- 5.000 metres. 14' 24.2" (1939)
- 10.000 metres. 30'11.42" (1932)[1][7]